# Bergvik
För andra orter, se Bergvik (olika betydelser).
Bergvik är en tätort i Söderala socken i Söderhamns kommun.
Bergvik delas i en nordlig och en sydlig del av Ljusnan. Orten har sjöarna Bergviken i väster och Marmen i öster. 
Bergvik är en gammal bruksort, där världens första sulfitfabrik byggdes.
Genom Bergvik går järnvägslinjen Kilafors-Söderhamn och orten har bussförbindelser till Skog, Mohed och Söderhamn.

## Historia
På 1790-talet anlades ett pappersbruk i Bergvik som fick sin storhetstid under 1800-talets mitt. Även ett vattendrivet sågverk kom att anläggas, och 1852 förvärvades dessa anläggningar av det då nybildade Gefleborgs Sågverks Actie Bolag. Detta bolag kom sedermera bli känt under namnet Bergviks Sågverks AB och Bergvik och Ala AB. Pappersbruket avvecklades 1855. En trämassefabrik byggdes i stället och togs i drift 1870. Här kom ingenjören Carl Daniel Ekman att experimentera fram en ny metod för att på kemisk väg tillverka pappersmassa. Sulfitmetoden, som den nya processen kallades, kom att bli banbrytande. En ny fabrik för sulfitmassetillverkning togs i drift 1874. Bergviks sulfitfabrik var i drift till 1897 då den lades ned och ersattes av ny modernare fabrik i närlägna Vannsätter. Denna fabrik kom dock även att kallas "Bergviks sulfitfabrik". Sågverket nedlades 1916

### Befolkningsutveckling
| Befolkningsutvecklingen i Bergvik 1950–2020 | Befolkningsutvecklingen i Bergvik 1950–2020 | Befolkningsutvecklingen i Bergvik 1950–2020 | Befolkningsutvecklingen i Bergvik 1950–2020 | Befolkningsutvecklingen i Bergvik 1950–2020 |
| ------------------------------------------- | ------------------------------------------- | ------------------------------------------- | ------------------------------------------- | ------------------------------------------- |
|                                             |                                             |                                             |                                             |                                             |
| År                                          |                                             |                                             | Folkmängd                                   | Areal (ha)                                  |
| 1950                                        | 1950                                        |                                             | 561                                         |                                             |
| 1960                                        | 1960                                        |                                             | 1 073                                       |                                             |
| 1965                                        | 1965                                        |                                             | 916                                         |                                             |
| 1970                                        | 1970                                        |                                             | 808                                         |                                             |
| 1975                                        | 1975                                        |                                             | 899                                         |                                             |
| 1980                                        | 1980                                        |                                             | 1 051                                       |                                             |
| 1990                                        | 1990                                        |                                             | 998                                         | 199                                         |
| 1995                                        | 1995                                        |                                             | 982                                         | 201                                         |
| 2000                                        | 2000                                        |                                             | 934                                         | 201                                         |
| 2005                                        | 2005                                        |                                             | 847                                         | 201                                         |
| 2010                                        | 2010                                        |                                             | 834                                         | 200                                         |
| 2015                                        | 2015                                        |                                             | 719                                         | 168                                         |
| 2020                                        | 2020                                        |                                             | 652                                         | 171                                         |
|                                             |                                             |                                             |                                             |                                             |

## Samhället
Byggnaderna som inrymde den första sulfitfabriken är bevarade och inrymmer idag ett industrimuseum.

## Näringsliv
I Bergvik ligger Variant Köpcentrum. Där finns för närvarande ett Coop, ett café och antikhandeln/loppisen "Rosengatan". Dessutom brukar Bergviks Auktionstjänst i Söderhamn AB även hålla populära auktioner på Varianthuset. 
Varje år arrangeras Bergviksmarknaden med marknad och aktiviteter för hela familjen på idrottsplatsens inhängande fotbollsplan. 

## Idrott
På orten finns idrottsklubben IFK Bergvik med aktivitet inom bland annat fotboll, skidor och orientering.

## Personer från orten
En framträdande person ur Bergviks historia är den numer framlidne tusenkonstnären och skidåkaren Olle Wiklund, Vasaloppsvinnare 1942, då på rekordtid.